# Johann Julius Vieth von Golßenau
Johann Julius Vieth von Golßenau (* 24. April 1713 in Kloster Zinna (Jüterbog); † 24. April 1784 in Dresden) war ein sächsischer Beamter und Zeremonienmeister in Dresden.

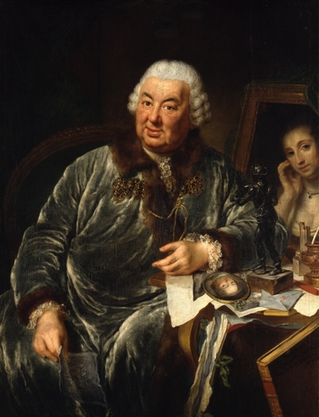
Johann Julius Vieth v. Golßenau 1771

## Leben, Herkunft und Familie
Johann Julius Vieth von Golßenau war ein sächsischer Kriegsrat und Geheimer Kabinettssekretär in Dresden sowie Zeremonienmeister. Er stand in Opposition zu Heinrich von Brühl. Mit dem Künstler Daniel Chodowiecki war er befreundet und erstellte 1775 ein Verzeichnis seiner Radierungen. Er entstammte dem lausitzisch-sächsischen Geschlecht der Vieth von Golßenau mit dem namengebenden Schloss Golßen in der Herrschaft Golßen im heutigen Landkreis Dahme-Spreewald in Brandenburg. Sein Vater Johann Justus Vieth von Golßenau (* 1684) war Königlich preußischer Beamter und wurde am 7. September 1745 in den Reichsadelsstand erhoben. Er hatte zwei Brüder. Victor Carl (* 11. Mai 1729 in Kloster Zinna; † 2. Januar 1791 in Dresden) war unter anderem Geheimer Rat und Friedrich Ludwig (* 1. März 1733 zu Golßen; † 22. August 1815 zu Meißen) war kursächsischer Hauptmann und Geleitsmann.
Johann Julius Vieth von Golßenau hatte die drei Töchter Sophie Juliane Elisabeth, verehelichte Gräfin d'Argollo (1748–1832), Juliane Caroline, verehl. Edle von Planitz (1752–1832) und Juliane Charlotte, verehel. Gräfin von Todtleben (1754–1840).

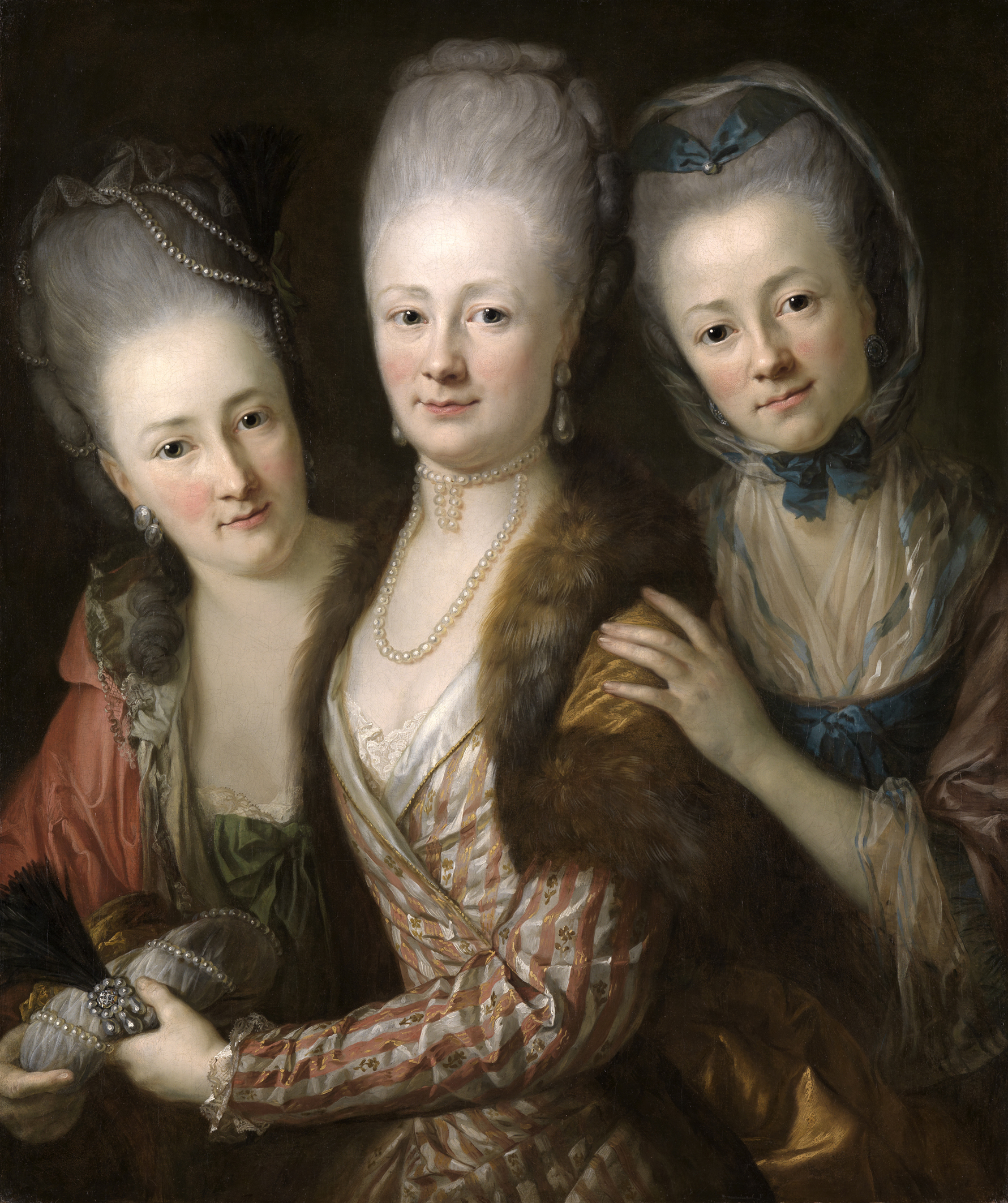
Töchter des Johann Julius Vieth v. Golssenau Sophie Juliane Elisabeth, Juliane Caroline und Juliane Charlotte um 1773